# Villa Il Platano
Villa Il Platano  o  Villa Poccianti  è una dimora storica italiana, situata in Via G. B. Poccianti nel comune di Scandicci, lungo la strada principale che da Legnaia conduce alla città di Scandicci. Prende il nome dall'omonimo albero, piantato nel XIX secolo dai Poccianti, per volere del conte Guido Poccianti, al tempo di Firenze capitale, durante una riunione di famiglia.

## Storia
Secondo alcuni studiosi, in origine qui si trovava una fortezza posta lungo il fiume Greve.  Terminata poi la sua vocazione originaria venne acquistata dai Nerli nel XVI secolo. Carocci, dal canto suo, affermava che la villa sarebbe stata costruita sui resti di una modesta casa.
Nella villa è documentata la presenza di una cappella privata affacciata sul ponte. 
La cappella (tuttora consacrata) fu eretta per volere della famiglia Tani all’inizio del XVII secolo; anticamente essa era consacrata a San Gaetano Thiene infatti il soffitto della suddetta cappella è decorato con la Gloria di San Gaetano di Thiene, di fattura settecentesca). I Poccianti decisero, in un secondo momento, di dedicarla anche a San Roberto Bellarmino.
Nel 1591 la Villa passò agli Argenti, poi a Stefano Guglielmo Tani (1615) la cui famiglia ampliò l’edificio.
In seguito passò ai Medici-Tornaquinci (XVIII secolo), i quali la abbellirono; l’immobile passò poi ai Ducci e, infine, ai conti Poccianti. Ancor oggi la villa è di proprietà di questa famiglia, che diede i natali all'architetto neoclassico toscano Pasquale Poccianti, inumato nella cappella gentilizia.
Villa Poccianti fu, fino alla costruzione del (all’epoca nuovo) Palazzo Comunale di Scandicci, la sede della giunta municipale del comune di Casellina e Torri dal 1868 a tutto il 1870. La Giunta si riuniva nell'attuale sala da biliardo.
I terreni della famiglia Poccianti comprendevano anche l'attuale piazza Matteotti e il Comune acquistò questo terreno per 20.000 lire dell'epoca. Il contratto fu firmato dal sindaco di Casellina e Torri, Enrico Margherini e dalla signora Iginia Gannucci-Cancellieri vedova Poccianti, che firmò anche a nome dei figli minorenni, Guido, Virginia e Marianna.
L’architetto Giuseppe Poggi eseguì le ultime modifiche per conto della famiglia Poccianti.
L'enorme platano (alto ben 32 metri) è stato piantato nel 1812, al centro del bel parco, vicino ad un pozzo cinquecentesco.